# Ère Shōgen
Shōgen est une prononciation alternative de nom de l'ère Jōgen (1207 - 1211).
L'ère Shōgen (承元) est une des ères du Japon (年号, nengō, lit. « nom de l'année ») après l'ère Shōka et avant l'ère Bun'ō. Cette ère couvre la période allant du mois de mars 1259 au mois d'avril 1260. Les empereurs régnants sont Go-Fukakusa-tennō (後深草天皇) et Kameyama-tennō (亀山天皇).

## Changement d'ère
- 1259 Shōgen gannen (承元元年?) : Le nom de la nouvelle ère est créé pour marquer un événement ou une succession d'événements. Les années de l'ère Shōgen correspondent à une période marquée par la famine et des épidémies aussi le nom de l'ère est-il rapidement changé dans l'espoir que cela mettra fin aux calamités[3]. La précédente ère se termine quand commence la nouvelle, en  Shōka 3.

## Événements de l'ère Shōgen
- 1259 (Shōgen 1, 11e mois) : Durant la quatorzième année du règne de l'empereur Go-Fukakusa-tennō (後深草天皇14年), celui-ci abdique et la succession (senso) est reçue par son frère cadet. Peu après, l'empereur Kameyama est déclaré avoir accédé au trône (sokui)[4].

| Shōgen    | 1re  | 2e   |
| Grégorien | 1259 | 1260 |